# Divine Mercy University
La Divine Mercy University (DMU) è un'università privata di indirizzo cattolico con sede a Sterling, nello stato americano della Virginia.
Fu fondata nel 1999 con il nome di Institute for the Psychological Sciences sotto la direzione dei Legionari di Cristo, che esprimono il presidente e il cappellano dell'università e ne garantiscono l'identità cattolica. Eroga corsi di laurea magistrale e dottorati in varie discipline psicologiche e couseling.